# Carl Flesch
Carl Flesch (węg. Flesch Károly; ur. 9 października 1873 w Moson / obecnie Mosonmagyaróvár, zm. 15 listopada 1944 w Lucernie) – węgierski skrzypek i pedagog muzyczny.

## Życiorys
Urodził się w Moson (Wieselburgu) w Austro-Węgrzech, blisko obecnej granicy austriacko-słowackiej. Jak pisał we swych wspomnieniach, „urodziłem się w węgierskim małym targowym miasteczku, z 6 tysiącami mówiących po niemiecku mieszkańców, głównie rolników. Cały region zwany był miejscem tętniącym muzyką, z Haydnem, Lisztem, Nikischem...”.  W wieku 7 lat rozpoczął naukę gry na skrzypcach, początkowo ucząc się u grywającego w kościele kaletnika, a następnie dwa lata w Wiedniu u Adolfa Backa. W wieku 10 lat w Wiedniu został uczniem Jakoba Grüna. Następnie w wieku 17 lat rozpoczął w Paryżu studia w Konserwatorium Paryskim u Martina Pierre'a Marsicka.
Debiutował jako skrzypek-solista w Wiedniu w 1895. Sławę muzyczną przyniosły mu recitale o szerokim repertuarze od baroku do współczesności, a także muzyka kameralna.
Początkowo po opuszczeniu kraju mieszkał w Berlinie, następnie w 1934 w Londynie. Potem przeniósł się ze swoją holenderską żoną do Holandii. Pod koniec życia – w okresie wojennym – mieszkał w Szwajcarii.
Prowadził rozbudowaną działalność pedagogiczną w całej Europie oraz USA. Nauczał w Bukareszcie (1897–1902), Amsterdamie (1903–1908), Filadelfii (1924–1928) Berlinie, Hochschule fur Musik (1929–1934), Lucernie (1943–1944).

## Uczniowie
Josef Gingold, Ivry Gitlis, Szymon Goldberg, Ida Haendel, 
Józef Chasyd, Alma Moodie, Yfrah Neaman, Ginette Neveu, Ricardo Odnoposoff, Eric Rosenblith, Max Rostal, Henryk Szeryng, Henri Temianka, Roman Totenberg, Józef Wolfsthal.

## Twórczość
Wydał szereg podręczników, które weszły do kanonu edukacji każdego skrzypka, m.in.:
- Urstudien; Berlin, 1911
- Etiudy Etüdensammlung; Kopenhaga 1921
- Sztuka gry skrzypcowej Die Kunst des Violinspiels; wyd. Berlin 1923–1928
- Scale system, zestawe ćwiczeń w tonacjach durowych i molowych do codziennego ćwiczenia[4]

## Upamiętnienie
- Od 1945, w Londynie, odbywał się co dwa lata Carl Flesch International Violin Competition, później pod nazwą City of London International Violin Competition, na którym przyznawano Flesch Medal[5]. Polskimi laureatami tego konkursu zostali Tadeusz Gadzina, Barbara Górzyńska i Krzysztof Śmietana. Od 1992 nie jest już organizowany.
- Od 1985, na Węgrzech w Mosonmagyaróvárze, odbywa się międzynarodowy konkurs skrzypcowy, którego patronem jest Carl Flesch[6].